# Robert Fotherby
Robert Fotherby (? - maig de 1646) va ser un caçador de balenes i explorador anglès de començaments del segle xvii. Entre 1613 i 1615 va treballar per la Companyia de Moscòvia, i a partir de 1615 i fins a la seva mort, per l'East India Company.

## Balener a Spitsbergen, 1613-1615

### 1613
Fotherby formava part de la tripulació del Matthew, un dels set vaixells que la Companyia de Moscòvia envià a Grenlàndia (Spitsbergen) el maig de 1613. D'aquesta expedició sols destaca que va pujar a una glacera de Josephbukta, una badia del costat occidental de Recherche Fjord. Aquest fet és important per ser la primera expedició registrada a una glacera en la història de Spitsbergen. Possiblement la glacera que visità fou Renardbreen.

### 1614
El 1614 Fotherby navegà com a master's mate al Thomasine, un dels dos vaixells enviats per la Companyia de Moscòvia per explorar la costa de Spitsbergen. El vaixell salpà d'Anglaterra a començaments de maig i a finals de mes havia arribat als 75º N, al sud de Spitsbergen.
El 22 de juny Fotherby entrà al Magdalenefjorden, reclamant-lo, com també la petita badia protegida de la costa sud, pel rei Jaume I d'Anglaterra i gravant les armes del rei en una creu de fusta. Anomenà a primer Maudlin Sound i al darrer Trinity Harbor.
Durant el juliol i l'agost, juntament amb William Baffin, pilot de la Thomasine, emprant dues xalupes van fer diversos viatges d'exploració a la costa nord de Spitsbergen. S'explorà i batejà el Raudfjorden Red-cliff Sound. Fotherby també anomenà el cap que separa les seves dues branques Point Deceit (actualment anomenat Narreneset, el seu equivalent en noruec), i la seva entrada oriental, Point Welcome. L'àmplia i oberta badia cap a l'est l'anomenà Broad Bay, i les seves costes Red Beach. A Red Beach Fotherby va veure els focs fets per la tripulació de l'expedició de Thomas Marmaduke de 1612. L'extrem oriental de Red Beach, ara erròniament marcat com a Velkomstpynten, Fotherby l'anomenà Redbeach Point. Els fiords Liefdefjorden i Woodfjorden, del sud de Breibogen i Reinsdyerflya, els anomenà Wiches Sound, en reconeixement de l'armador i comerciant londinenc Richard Wyche.
A començaments d'agost Fotherby i Baffin escalaren un turó de la costa oriental del Woodfjorden i van veure una ample i llarga badia, Wijdefjorden, i una punta cap al nord-est, Verlegenhuken. En veure una xalupa que anava cap a Gråhuken, o Castlins Point, como Fotherby la batejà, anaren cap al nord, per unir-se plegats. Allà es trobaren amb una creu feta pels homes de Marmaduke el 1612. Viatjant per terra i mar van rodejar Gråhuken i part del Wijdefjorden, on la gruixuda capa de gel els obligà a viatjar sols per terra per explorar la part més profunda del fiord. Fotherby i Baffin van poder observar el final del Wijdefjorden, algunes llegües al sud. El gel no els va permetre seguir explorant la zona i van tornar a la seva nau, ancorada al port meridional de Fairhaven (Smeerenburgfjorden). A començaments de setembre la Thomasine tornava cap a Anglaterra, o arribà a començaments d'octubre.

### 1615
En 1615 Fotherby tornà a formar part d'una expedició exploratòria, aquesta vegada al comandament de la seva pròpia nau, la pinassa Richard (20 tones). Tot i no poder trobar Hold-with-Hope, a la costa est de Grenlàndia, si que va ensopegar amb l'illa Jan Mayen, sent la primera expedició documentada anglesa en arribar-hi. Pensant que era un nou descobriment l'anomenà illa de Sir Thomas Smith, i al gran volcà, Beerenberg, que domina la part nord-est de l'illa, mont Hackluyt. L'illa va poder ser descoberta l'any anterior pel neerlandès Fopp Gerritsz, que navegava al comandament d'un balener enviat per l'anglès John Clarke, de Dunkerque.

## East India Company
L'octubre de 1615, en tornar de la darrera expedició, una comissió de l'East India Company declarà que Fotherby era «una persona molt apta per ser empleada en un descobriment pel costat sud del Cap». El novembre de 1618 apareix com a supervisor de la Companyia per la fabricació de cordes a Deptford. El 1621 se sap que estava «confirmat en la seva feina i sou». L'agost de 1621 es traslladà a Blackwall Yard per actuar com a agent de la Companyia, i l'octubre de 1624 va veure millorat el seu sou. L'agost de 1627 és mencionat com a oficinista a Blackwall i novament l'agost de 1639. El juliol de 1644 és mencionat com un dels homes escollits com a funcionaris de la Companyia. El setembre de 1644 les actes judicials de l'empresa declaren que Fotherby havia servit com «empleat i secretari a Blackwall Yard» els darrers vint-i-sis anys. Morí el maig de 1646, sent enterrat el 16 del mateix mes.